# 座頭市牢破り
『座頭市牢破り』（ざとういちろうやぶり）は、1967年8月12日公開の日本映画。勝新太郎の代表作、座頭市シリーズ第16作、監督は山本薩夫。勝プロ製作第1号の映画でもある。

## スタッフ
- 製作 : 永田雅一
- 企画：伊藤武郎、宮古とく子
- 原作：子母沢寛
- 脚本：中島丈博、松本孝二、猿若清方
- 監督：山本薩夫
- 撮影：宮川一夫
- 美術：西岡善信
- 音楽：池野成
- 編集：菅沼完二

## キャスト
- 座頭市：勝新太郎
- 清滝の朝五郎：三國連太郎
- 須賀畝四郎：西村晃
- 志乃：浜田ゆう子
- 口入屋辰五郎：石山健二郎
- 洲の崎の仁三郎：細川俊之
- 座頭三次：藤岡琢也
- 大原秋穂：鈴木瑞穂
- 岩井の富蔵：遠藤辰雄
- ゆき：三木本賀代
- 山源：松下達夫
- 仙右衛門：玉川良一
- 座頭金作：古川緑九
- 座頭甚助：鳳啓助
- 女：京唄子
- 貞松：酒井修
- 斎藤兵庫：早川雄三
- 守田学
- 矢野宣
- 百姓伍平：水原浩一
- 山源の番頭：伊達三郎
- 百姓房次郎：木村玄
- 水島眞哉
- せい：毛利郁子
- 沖時男
- 藤川準
- 小林加奈枝
- 石原須磨男
- 北野拓也
- 勝村淳
- 岡島艶子
- 西岡弘善
- 薮内武司
- 谷口和子
- 小柳圭子
- 志賀明
- 菊野昌代士
- 福井隆次
- 長谷川茂
- 久本延子
- 滝のぼる
- 三星トミ
- 堀左和子
- 高寺正
- 都賀静子

## 併映作品
- 『若親分兇状旅』